# Agustinisme
L'agustinisme és el sistema filosòfic i teològic d'Agustí d'Hipona i el seu desenvolupament posterior per altres pensadors, en particular Boeci, Anselm de Canterbury i Bonaventura. Entre les obres més importants d'Agustí es troben La ciutat de Déu, De la doctrina cristiana i Confessions.
Originalment, l'agustinisme es va desenvolupar en oposició al pelagianisme; va estar molt estès en la filosofia medieval occidental fins a l'arribada del tomisme i l'aristotelisme.
Plató i Plotí van influir en Agustí de moltes maneres, i es considera un filòsof neoplatònic. La teodicea agustiniana i altres doctrines agustinianes com la il·luminació divina i l'Església invisible mostren una forta influència platònica.
El papa Benet XVI va advertir que tot l'ensenyament de l'Església occidental porta a ell:
| « | Sant Agustí. Aquest home de passió i fe, de la més alta intel·ligència i incansable en la seva pastoral, un gran sant i doctor de l'Església és conegut sovint, almenys per oïda, fins i tot per aquells que ignoren el cristianisme o que no el coneixen, perquè va deixar una empremta molt profunda en la vida cultural d'Occident i en el món sencer. A causa de la seva especial importància, la influència de sant Agustí va ser molt estesa. Es podria dir, d'una banda, que tots els camins de la literatura cristiana llatina van portar a Hipona (avui Annaba, a la costa d'Algèria), lloc on va ser bisbe des del 395 fins a la seva mort el 430, i, de l'altra, que d'aquesta ciutat de l'Àfrica romana es van ramificar molts altres camins del cristianisme posterior i de la pròpia cultura occidental. | » |